# Toundjour
Toundjour ou Tundjur est le nom d'un groupe ethnique d'origine arabe résidant au Tchad et au Soudan

## Histoire
Les racines ethniques du peuple Toundjour sont les Banu Hilal. Selon leurs traditions orales et quelques érudits, ce sont des Arabes qui ont émigré de la péninsule arabique au Soudan central soit par l'Afrique du Nord et Tunis, soit par la Nubie. Comme l'a observé Gustav Nachtigal, ils ressemblent aux caractéristiques et au comportement des Arabes. D'autres chercheurs suggèrent qu'ils ont des racines musulmanes, c'est-à-dire de la région du Nil.

## Religion
Ils sont musulmans sunnites. 

## Actualité
Comme les Fur et les Zaghawa, depuis le début du conflit au Darfour en février 2003, de nombreux Toundjour ont été touchés. Un certain nombre de Toundjour ont pris part à la lutte contre le gouvernement soudanais, sous les bannières du Mouvement de Libération du Soudan (MLS). Ils sont estimés à environ 176 000 personnes.